# Marceline (Missouri)
Marceline – miasto w Stanach Zjednoczonych, w stanie Missouri, w hrabstwie Linn.